# Bundesverband Schilddrüsenkrebs
Der Bundesverband Schilddrüsenkrebs – Ohne Schilddrüse leben e. V. - ist eine bundesweite Selbsthilfeorganisation von Schilddrüsenpatienten. Er setzt sich für die Interessen von Schilddrüsen-Kranken, insbesondere von Schilddrüsen-Krebspatienten ein.
Der Zweck des Vereins ist ferner die Förderung des öffentlichen Gesundheitswesens durch die Bereitstellung von Informationen und Hilfen für Menschen, die an der Schilddrüse erkrankt sind, um mit ihrem Leiden besser umgehen zu können. Der Verein führt den Fachdialog mit anderen Interessenvertretungen in der Gesundheitspolitik.

## Geschichte
Der Bundesverband Schilddrüsenkrebs wurde in der jetzt aktuellen Form am 13. April 2013 in Berlin gegründet. Die Ursprünge gehen auf eine Patienteninitiative aus dem Jahr 1999 zurück. Daraus gründete sich 2005 der Verein „Ohne Schilddrüse leben e. V.“ 2013 erfolgte die Umbenennung in: Bundesverband Schilddrüsenkrebs – Ohne Schilddrüse leben e. V.  Mit der Reform wurde einer steigenden Nachfrage nach Information, Beratung und Betreuung entsprochen.

## Vorstand und Mitgliedschaft
Der Vorstand wird für einen Zeitraum von zwei Jahren gewählt. Er arbeitet ehrenamtlich. Dem Verein gehören ordentliche, aktive und Fördermitglieder an. Fördermitglied kann man ab einem Jahresbeitrag von fünf Euro werden. Vereins-Gremien sind u. a. der Mitgliederbeirat. Er hat die Aufgabe, den Bundesvorstand zu beraten und zu kontrollieren.
Für den medizinischen Bereich ist der „Wissenschaftliche Beirat“ zuständig. Er berät den Vorstand in medizinischen Fragen zur Schilddrüse. Dem Gremium gehören acht Ärzte verschiedener Disziplinen von Universitätskliniken und Instituten an. Dazu gehört der Mediziner Henning Dralle, Direktor der Universitätsklinik der Martin-Luther-Universität Halle-Wittenberg.

## Finanzierung
Die Finanzierung des Vereins erfolgt durch Drittmittel, Projekt-Zuschüsse der Krankenkassen, private Spenden und Mitgliederbeiträge. Im Jahr 2022 hat die Stiftung Deutsche Krebshilfe mit einer pauschalen Förderung von 193.000 Euro die größte finanzielle Unterstützung geleistet. Der Anteil der Förderung durch die Krebshilfe an den Gesamteinnahmen betrug bereits im Jahr 2022 rund 73 %.
Die Höhe des Mitgliedsbeitrages liegt im Ermessen des einzelnen Vereinsmitgliedes.

## Informationsarbeit
Ein Schwerpunkt der Informationsarbeit ist das Internetforum. Im Jahr 2022 wurden 637.000 Besuche registriert. Pro Tag mindestens 2.000 Besuche. Zur Informationsarbeit gehört die kostenlose Abgabe von Broschüren und aktuellen Faltblättern. Ergänzend stellt die Stiftung Deutsche Krebshilfe ihre aktuellen Fachinformationen der Reihe Die Blauen Ratgeber kostenfrei zur Verfügung. Der Bundesverband hat auch ein Verbindungsbüro in dem von der Deutschen Krebshilfe geförderten  Haus der Krebs-Selbsthilfe in Bonn, das insgesamt zehn bundesweit kooperierende Hilfsorganisationen beherbergt.

## Zusammenarbeit mit Österreich und der Schweiz
Das Internetforum hat zu einer Zusammenarbeit mit den regionalen deutschsprachigen Selbsthilfegruppen aus der Schweiz und Österreich geführt.